# Emma Adèle Roslin
Emma Adèle Roslin, född 28 september 1822 i Auxerre, Frankrike, död 13 juli 1883 i Paris, var en fransk målare.
Hon var dotter till kemisten Simon Hyacinthe Blanche och Louise Adèle Ancelet och gift 1861 med den franske konstnären Charles Roslin sonson son till Alexander Roslin. Efter utbildning för Léon Cogniet och François Étienne Victor de Clinchamp ägnade hon sig främst åt porträtt och genremåleri. Hon medverkade några gånger i Parissalongen. 